# Leidschendam-Voorburg

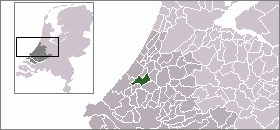
Leidschendam-Voorburgs läge

Leidschendam-Voorburg är en kommun i provinsen Zuid-Holland i Nederländerna. Kommunens totala area är 35,66 km² (där 2,86 km² är vatten) och invånarantalet är på 73 832 invånare (2004).